# Chartreuse (licor)

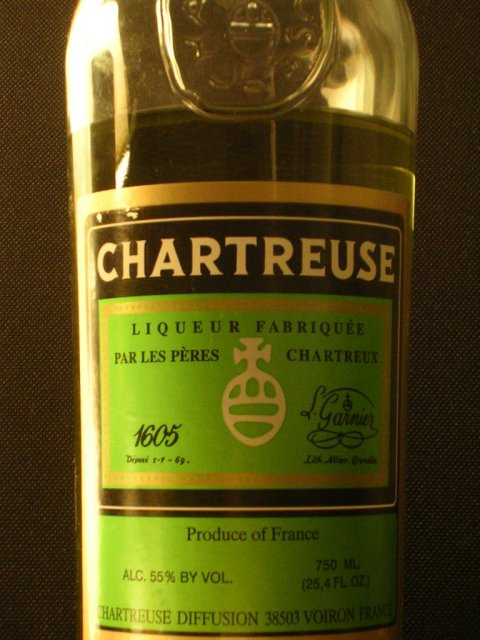
Uma garrafa do licor

Chartreuse é um licor francês muito conhecido e cuja fabricação é um segredo não divulgado pelos monges da Grande Chartreuse, mosteiro localizado nos arredores da cidade de Grenoble, na França.
Diz-se que na sua composição entram inúmeras ervas, dentre as quais estão a erva-cidreira, isopo, macis, canela e açafrão.